# Joe Stillman
Joe Stillman (ur. 1 sierpnia 1959) – amerykański scenarzysta, producent i reżyser.
Przed podjęciem kariery scenarzysty, pracował przy kilku programach telewizyjnych, w tym przy Beavis i Butt-head, Bobby kontra wapniaki, Doug Zabawny i Przygody Piotrków.
Stillman zajmował się także tworzeniem scenariuszy do filmów, w tym Beavis i Butt-head zaliczają Amerykę oraz Shrek i jego kontynuacjach. Jako współtwórca Shreka otrzymał nagrodę BAFTA, nominację do Oscara za najlepszy scenariusz adaptowany oraz dwie nominacje do Nagrody Emmy za serial Bobby kontra wapniaki.

## Filmografia

### Scenarzysta
- 2019: Ciekawski George: Królewska małpka
- 2017: Kirby Buckets
- 2010: Podróże Guliwera
- 2010: Bobby kontra wapniaki
- 2011: Beavis i Butt-Head
- 2009: Planeta 51
- 2007: Shrek Trzeci
- 2004: Shrek 2
- 2001: Shrek
- 2000: Józef – władca snów
- 1996: Beavis i Butt-Head zaliczają Amerykę
- 1996: Przygody Piotrków
- 1999: Słodkie zmartwienia
- 1999: Doug Zabawny